# Pierrefontaine-lès-Blamont
Ne doit pas être confondu avec Pierrefontaine-les-Varans.
Pierrefontaine-lès-Blamont est une commune française située dans le département du Doubs, la région culturelle et historique de Franche-Comté et la région administrative Bourgogne-Franche-Comté.
Ses habitants sont appelés les Pétrofontaniens et Pétrofontaniennes.

## Géographie

### Toponymie
Pierrefonteyne en 1238 ; Pirfontan en 1241 ; Pierrefontaine en 1282 ; Pierrefonteyne en 1284, 1300, 1336 ; Pierrefontaine en 1357 ; Pirfontaine en 1587 ; Pierrefontaine-les-Blammont en 1626 ; Pierrefontaine-lès-Blamont depuis 1962.
Pierrefontaine-lès-Blamont est située sur le plateau de Blamont, non loin de la frontière suisse.

### Climat
Pour des articles plus généraux, voir Climat de la Bourgogne-Franche-Comté et Climat du Doubs.
En 2010, le climat de la commune est de type climat de montagne, selon une étude du Centre national de la recherche scientifique s'appuyant sur une série de données couvrant la période 1971-2000. En 2020, Météo-France publie une typologie des climats de la France métropolitaine dans laquelle la commune est exposée à un climat de montagne ou de marges de montagne et est dans la région climatique  Jura, caractérisée par une forte pluviométrie en toutes saisons (1 000 à 1 500 mm/an), des hivers rigoureux et un ensoleillement médiocre. 
Pour la période 1971-2000, la température annuelle moyenne est de 9 °C, avec une amplitude thermique annuelle de 16,9 °C. Le cumul annuel moyen de précipitations est de 1 459 mm, avec 13,7 jours de précipitations en janvier et 11,4 jours en juillet. Pour la période 1991-2020, la température moyenne annuelle observée sur la station météorologique de Météo-France la plus proche, « Maiche », sur la commune de Maîche à 14 km à vol d'oiseau, est de 7,7 °C et le cumul annuel moyen de précipitations est de 1 433,0 mm. 
La température maximale relevée sur cette station est de 34,9 °C, atteinte le 25 juillet 2019 ; la température minimale est de −26,8 °C, atteinte le 1er mars 2005,,. 
Les paramètres climatiques de la commune ont été estimés pour le milieu du siècle (2041-2070) selon différents scénarios d'émission de gaz à effet de serre à partir des nouvelles projections climatiques de référence DRIAS-2020. Ils sont consultables sur un site dédié publié par Météo-France en novembre 2022.

## Urbanisme

### Typologie
Au 1er janvier 2024, Pierrefontaine-lès-Blamont est catégorisée commune rurale à habitat dispersé, selon la nouvelle grille communale de densité à 7 niveaux définie par l'Insee en 2022.
Elle est située hors unité urbaine. Par ailleurs la commune fait partie de l'aire d'attraction de Montbéliard, dont elle est une commune de la couronne,. Cette aire, qui regroupe 137 communes, est catégorisée dans les aires de 50 000 à moins de 200 000 habitants,.

### Occupation des sols
L'occupation des sols de la commune, telle qu'elle ressort de la base de données européenne d’occupation biophysique des sols Corine Land Cover (CLC), est marquée par l'importance des forêts et milieux semi-naturels (59,4 % en 2018), une proportion sensiblement équivalente à celle de 1990 (58,8 %). La répartition détaillée en 2018 est la suivante : 
forêts (59,4 %), prairies (27,8 %), zones agricoles hétérogènes (8,2 %), zones urbanisées (3,5 %), terres arables (1,1 %). L'évolution de l’occupation des sols de la commune et de ses infrastructures peut être observée sur les différentes représentations cartographiques du territoire : la carte de Cassini (XVIIIe siècle), la carte d'état-major (1820-1866) et les cartes ou photos aériennes de l'IGN pour la période actuelle (1950 à aujourd'hui).

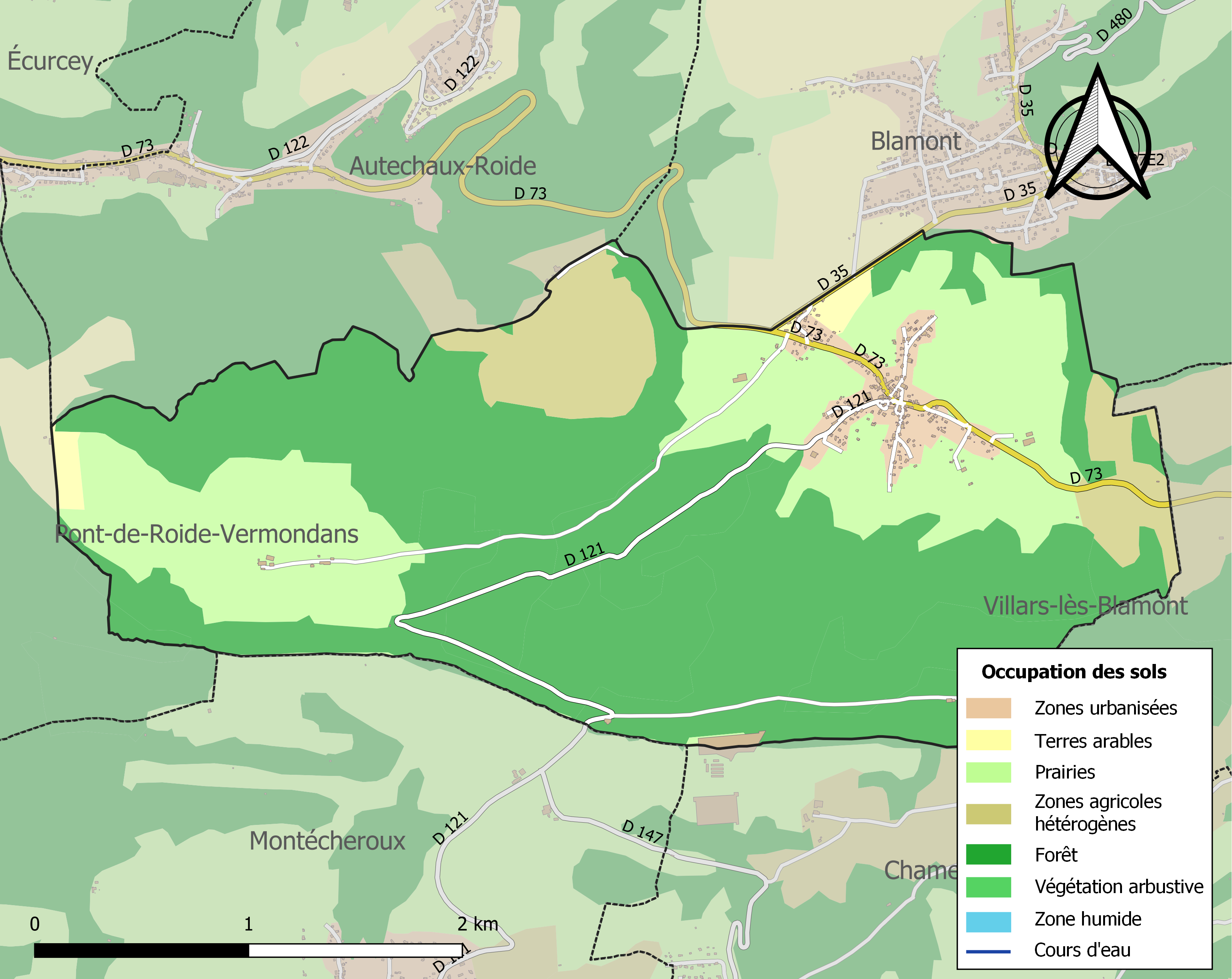
Carte des infrastructures et de l'occupation des sols de la commune en 2018 (CLC).

## Histoire
(février 2014).
Si vous disposez d'ouvrages ou d'articles de référence ou si vous connaissez des sites web de qualité traitant du thème abordé ici, merci de compléter l'article en donnant les références utiles à sa vérifiabilité et en les liant à la section « Notes et références ».
Pierrefontaine-lès-Blamont fut l'une des premières cités bâties sur l'éperon rocheux qui domine le plateau blamontain. Durant la période néolithique, un clan sédentaire s'y est établi pour constituer ce qui sera appelé bien des années plus tard, les Balcons du Lomont. La colonie s'étendit et prospéra en donnant fort longtemps sujet à un conflit opposant d'autres localités. La prospérité du village donnera naissance à la localité voisine de Villars-lès-Blamont.
L'onomastique apprend que le village tiendrait son nom de la fontaine en pierre fondu dans du grès brut, qui trône au cœur de Pierrefontaine. Jadis, ce lavoir d'époque s'est rendu célèbre pour servir en abondance les agriculteurs y puisant l'eau pour leurs champs et leurs bêtes.
La Seconde Guerre mondiale faisant ravage sur le front est, cingla violemment contre les pavés du village, offrant aux habitants la terreur à leurs yeux et ne laissant sur son passage qu'un débris poussiéreux d'une vie fragmentée par les temps ; la cité fut rebâtie et renaquit en gloire d'une époque nouvelle la coalition que l'on connaît du plateau de Blamont.

## Héraldique
| Blason de Pierrefontaine-lès-Blamont | Blason  | De sable à la bordure réduite d'argent, à la bande ondée du même brochant sur le tout. |
| Blason de Pierrefontaine-lès-Blamont | Détails | Le statut officiel du blason reste à déterminer.                                       |

## Politique et administration

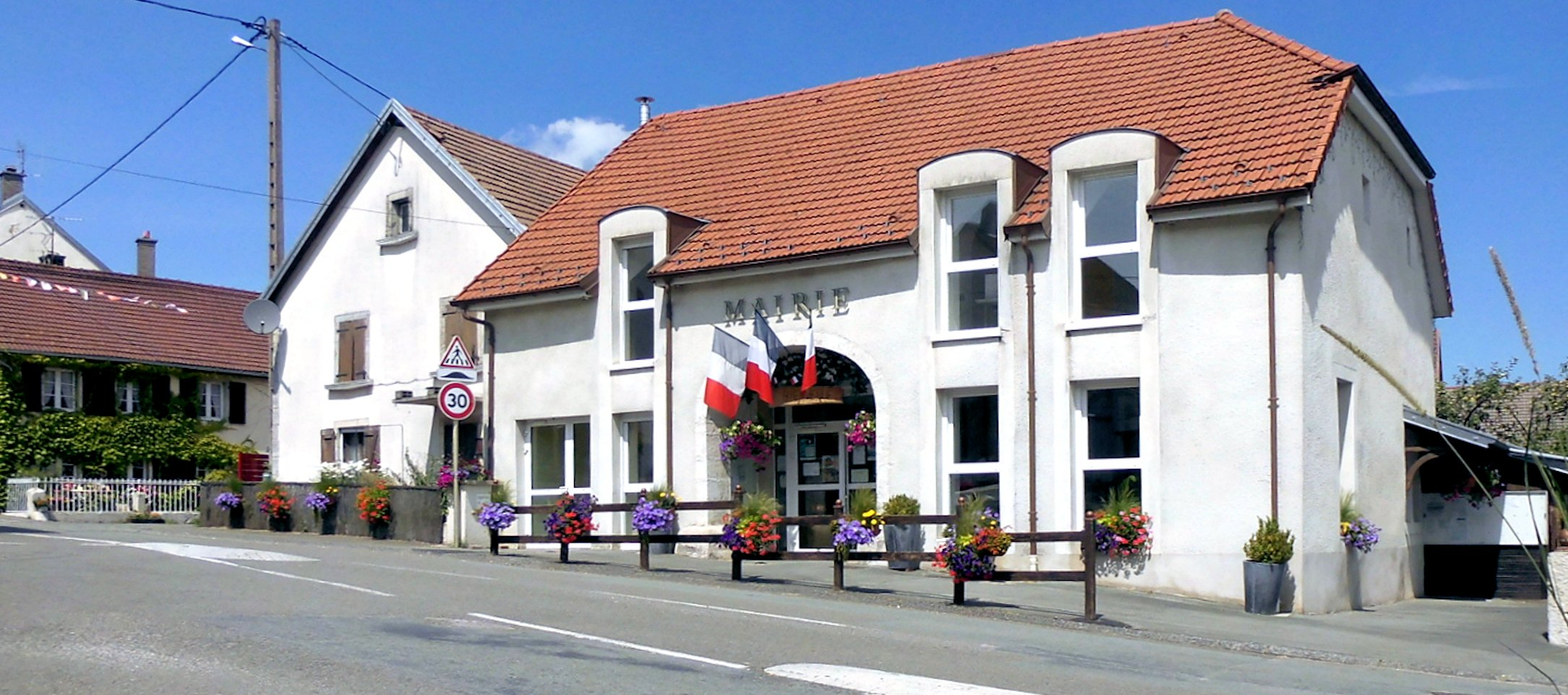
La mairie.

| Période                                  | Période                   | Identité                                           | Étiquette | Qualité |
| ---------------------------------------- | ------------------------- | -------------------------------------------------- | --------- | ------- |
| avant 1995                               | ?                         | Bernard Thorax                                     |           |         |
| mars 2001                                | En cours (au 31 mai 2020) | Catherine Meunier, Réélue pour le mandat 2020-2026 |           |         |
| Les données manquantes sont à compléter. |                           |                                                    |           |         |

## Démographie
L'évolution du nombre d'habitants est connue à travers les recensements de la population effectués dans la commune depuis 1793. Pour les communes de moins de 10 000 habitants, une enquête de recensement portant sur toute la population est réalisée tous les cinq ans, les populations de référence des années intermédiaires étant quant à elles estimées par interpolation ou extrapolation. Pour la commune, le premier recensement exhaustif entrant dans le cadre du nouveau dispositif a été réalisé en 2006.

En 2022, la commune comptait 480 habitants, en évolution de +3,9 % par rapport à 2016 (Doubs : +1,88 %, France hors Mayotte : +2,11 %).
| 1793 | 1800 | 1806 | 1821 | 1831 | 1836 | 1841 | 1846 | 1851 |
| ---- | ---- | ---- | ---- | ---- | ---- | ---- | ---- | ---- |
| 320  | 294  | 398  | 329  | 351  | 367  | 373  | 409  | 394  |

| 1856 | 1861 | 1866 | 1872 | 1876 | 1881 | 1886 | 1891 | 1896 |
| ---- | ---- | ---- | ---- | ---- | ---- | ---- | ---- | ---- |
| 350  | 349  | 339  | 297  | 324  | 309  | 343  | 305  | 289  |

| 1901 | 1906 | 1911 | 1921 | 1926 | 1931 | 1936 | 1946 | 1954 |
| ---- | ---- | ---- | ---- | ---- | ---- | ---- | ---- | ---- |
| 276  | 275  | 288  | 234  | 229  | 213  | 186  | 162  | 173  |

| 1962 | 1968 | 1975 | 1982 | 1990 | 1999 | 2006 | 2011 | 2016 |
| ---- | ---- | ---- | ---- | ---- | ---- | ---- | ---- | ---- |
| 174  | 201  | 190  | 190  | 235  | 304  | 381  | 404  | 462  |

| 2021 | 2022 | - | - | - | - | - | - | - |
| ---- | ---- | - | - | - | - | - | - | - |
| 477  | 480  | - | - | - | - | - | - | - |

## Lieux et monuments
- Le fort du Lomont.

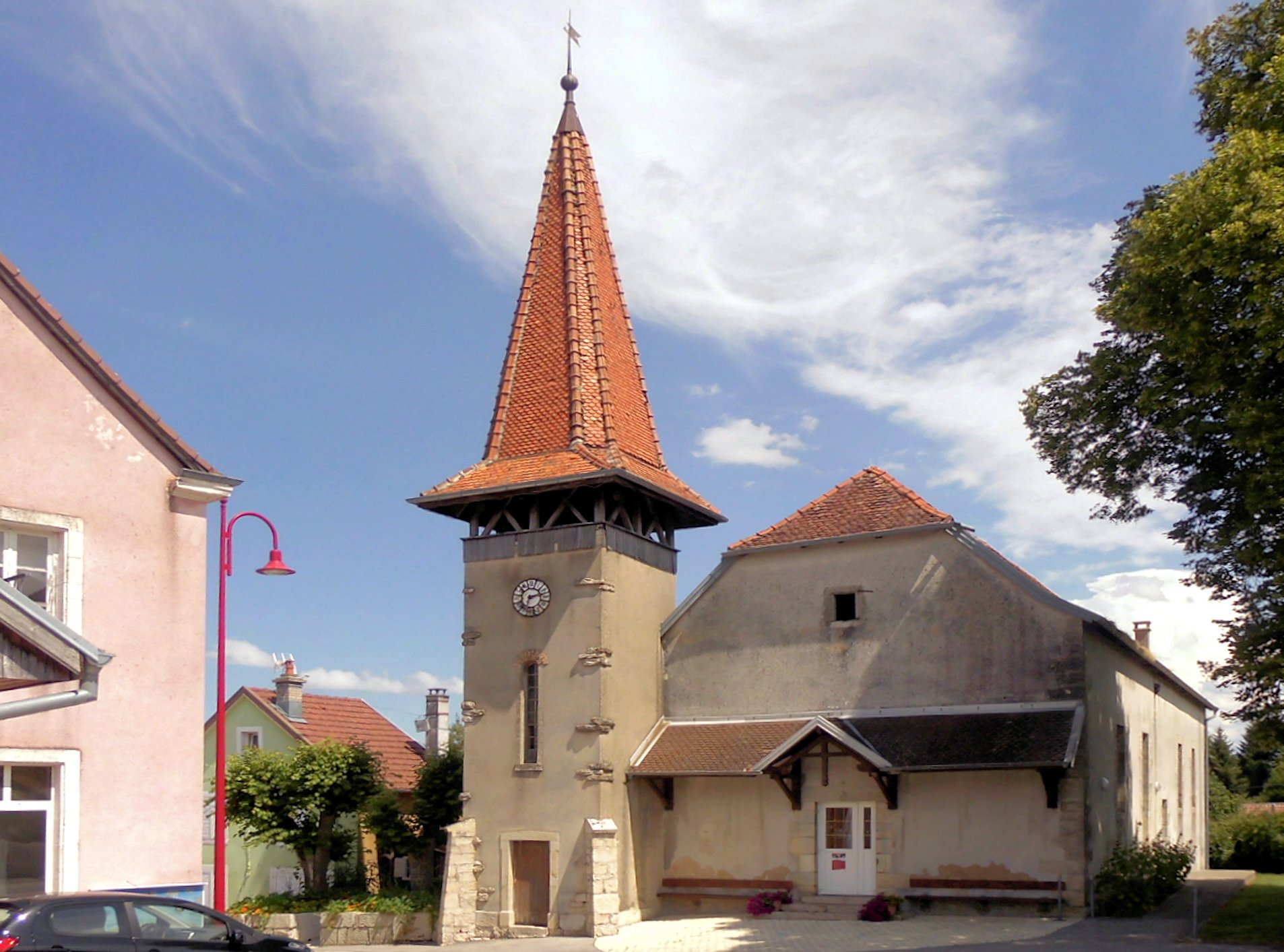
Église luthérienne.
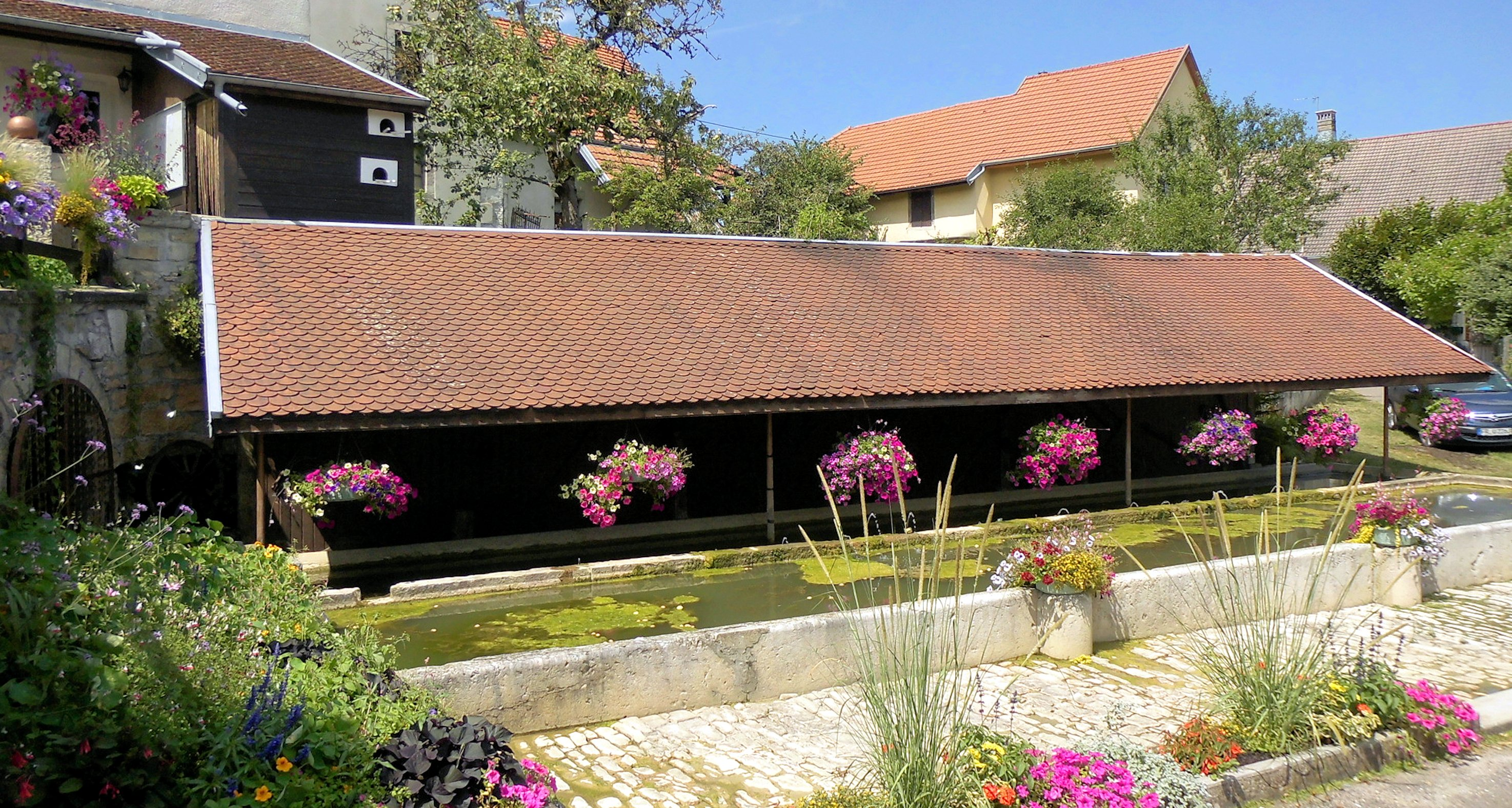
Lavoir.

## Personnalités liées à la commune
- Alfred Louis Woelffel, officier et explorateur, né à Pierrefontaine-lès-Blamont en 1873.
- Maurice Droz, Résistant.